# Frans Bonduel
Frans Bonduel fue un ciclista belga, nacido el 26 de septiembre de 1907 en Dendermonde y fallecido el 23 de febrero de 1998.  
Fue profesional de 1928 a 1947, ganó el Tour de Flandes en 1930, la París-Tours en 1939 y tres etapas del Tour de Francia. Pasó toda su carrera en el mismo equipo, el Dilecta francés. 

## Palmarés
| 1928 - 1 etapa del Critérium des Aiglons 1930 - 1 etapa del Tour de Francia - Tour de Flandes - Coupe Sels - París-Lille 1932 - 2 etapas del Tour de Francia - Gran Premio Stad Sint-Niklaas 1933 - Tour de Limburgo 1934 - París-Bruselas | 1936 - 1 etapa de la París-Saint-Étienne - 1 etapa de la Volta a Cataluña 1937 - Coupe Sels 1938 - 1 etapa de la Vuelta a Alemania 1939 - París-Tours - París-Bruselas - 1 etapa de la París-Niza 1946 - 1 etapa de la París-Niza |

## Resultados en las grandes vueltas
| Carrera         | 1928 | 1929 | 1930 | 1931 | 1932 | 1933 | 1934 | 1935 | 1936 | 1937 | 1938 | 1939 | 1940 | 1941 | 1942 | 1943 | 1944 | 1945 | 1946 | 1947 |
| --------------- | ---- | ---- | ---- | ---- | ---- | ---- | ---- | ---- | ---- | ---- | ---- | ---- | ---- | ---- | ---- | ---- | ---- | ---- | ---- | ---- |
| Giro de Italia  | -    | -    | -    | -    | -    | -    | -    | -    | -    | -    | -    | -    | -    | -    | -    | -    | -    | -    | -    | -    |
| Tour de Francia | -    | 12º  | 7º   | -    | 6º   | -    | 18º  | -    | -    | -    | -    | -    | -    | -    | -    | -    | -    | -    | -    | -    |
| Vuelta a España | -    | -    | -    | -    | -    | -    | -    | -    | -    | -    | -    | -    | -    | -    | -    | -    | -    | -    | -    | -    |
| Mundial en Ruta | -    | -    | -    | -    | -    | -    | -    | -    | -    | -    | -    | -    | -    | -    | -    | -    | -    | -    | -    | -    |